# أغاف صحراوي
الأغاف الصحراوي (الاسم العلمي: Agave deserti) هو نوع يتبع جنس الأغاف ينتمي للفصيلة الهليونية.  ويستوطن المناطق الصحراوية في جنوب كاليفورنيا، وأريزونا، وباها كاليفورنيا. وسيقان الأزهار طويلة ذات لون أصفر، تُغطي صخور المنحدرات، و تنجرف في فصل الربيع.
وتُشكل النبتة وردة لُبية لها أوراق ذات لون رمادي-أخضر، ويبلغ طولها من 20-70 سم وعرضها 4.5-10سم، وبها أشواك حادة حول الأطراف وفي القمم. وتُزهر في سن النضوج (20-40 سنة). ويبلغ طول ساق الأزهار من 2-6 متر. ويحوي العنقود الزهري العديد من الزهور لها شكل قمعي ويبلغ طولها 3-6 سم.